# Hedtrast
Hedtrast (Turdus simensis) är en fågelart i familjen trastar inom ordningen tättingar.

## Utseende och läte
Hedtrasten är en långbent och kortstjärtad trast. Ovansidan är brun, undersidan beige med kraftig fläckning och ansiktet är tydligt tecknad. I flykten syns stora beigefärgade fläckar på de relativt breda vingarna.
Arten är lik den sydligare jordtrasten som den tidigare ansågs utgöra en del av. Hedtrasten är dock jämfört med denna mer brungrå på ovansidan och tydligt mer beigefärgad på huvudsidor, bröst och flanker. Den har vidare färre och rundare fläckar undertill samt svagare svarta teckningar på strupsidestrecket under ögat och på bakre delen av örontäckarna. Även sången skiljer sig, bestående huvudsakligen av vassa "tsik" och rätt ljusa och rena fallande visslingar, medan jordtrastens sång är mörkare och mer guttural, med endast enstaka vassare "tchek" och rena visslingar.

## Utbredning och systematik
Fågeln förekommer i höglänta områden i Eritrea och Etiopien. Den behandlas som monotypisk, det vill säga att den inte delas in i några underarter.
Fågeln kategoriserades tidigare som underart till jordtrast (Turdus litsitsirupa). Den urskiljs dock allt oftare som egen art, sedan 2016 av BirdLife International, 2022 av eBird/Clements och 2023 av International Ornithological Congress. Urskiljningen baseras på skillnader i utseende, läte och genetik. Båda arter placeras av vissa, som BirdLife International, i det egna släktet Psophocichla.

## Levnadssätt
Hedtrasten hittas i öppna bergsmiljöer som hedar, gräsmarker och öppna skogar, ofta i kraftigt betade eller nyligen brända områden. Den ses i par eller smågrupper, löpande stora avstånd på marken på jakt efter ryggradslösa djur. Ibland ses den stanna till med upprätt hållning och då knycka på vingarna.

## Status
Arten har ett stort utbredningsområde och internationella naturvårdsunionen IUCN kategoriserar arten som livskraftig. Beståndsutvecklingen är dock oklar.

## Namn
Det vetenskapliga artnamnet simensis syftar på Simenbergen i norra Etiopien.